# Heraclia catarhodia
Heraclia catarhodia är en fjärilsart som beskrevs av Holland 1898. Heraclia catarhodia ingår i släktet Heraclia och familjen nattflyn. Inga underarter finns listade i Catalogue of Life.